# Venegono Inferiore
Venegono Inferiore est une commune italienne de la province de Varèse dans la région Lombardie en Italie.

## Toponyme
Désigne le nom germanique Winicone. 

## Administration
| Période                                  | Période  | Identité            | Étiquette | Qualité |
| ---------------------------------------- | -------- | ------------------- | --------- | ------- |
| 8/6/2009                                 | En cours | Pier Luigi Oblatore |           |         |
| Les données manquantes sont à compléter. |          |                     |           |         |

### Hameaux
Ugona, Seminario Pio XI